# Šumbera
Šumbera (dříve též Žumbera) je lokalita v lesích severovýchodně od vrcholu kopce Hády, asi 2 km severně od okraje brněnské městské části Líšeň. Nachází se v katastrálním území obce Kanice v okrese Brno-venkov v Jihomoravském kraji.
Leží uprostřed převážně listnatých lesů nad údolím Svitavy, poblíž se nachází krasové jevy – škrapy, skály a zasypaná drobná jeskyně Šumberova díra. O ní vypráví pověst o neblahém Šumberovi z Boskovic, který zde údajně v noci straší zapřažen a hnán čertem. Název lokality pochází z německého jména Sonnenberg (případně v dialektu Sunnberg).
Na Šumbeře se nachází kamenný pomník s citací básně S. K. Neumanna, který toto místo i okolní lesy rád navštěvoval a zdejší příroda ho inspirovala, psal o ní v Knize lesů, vod a strání (citace z knihy uvedená na pomníku: „Na skalkách dnes vítr poskakoval, po bělošedivých balvanech, jarního rusáka březen koval, na Šumbeře nebo na Hádech“). Od pomníku jsou omezené výhledy. Východiskem pro pěší může být Velká Klajdovka (cca 2 km) nebo rozcestí turistických cest Kopaniny (1 km). Modrá turistická značka vede též ke zřícenině hradu Obřany a do Těsnohlídkova údolí (poblíž řeky Svitavy a Bílovic nad Svitavou).
Část Šumbery spadá do národní přírodní rezervace Hádecká planinka, která je součástí jižní části CHKO Moravský kras.